# Тисяча островів

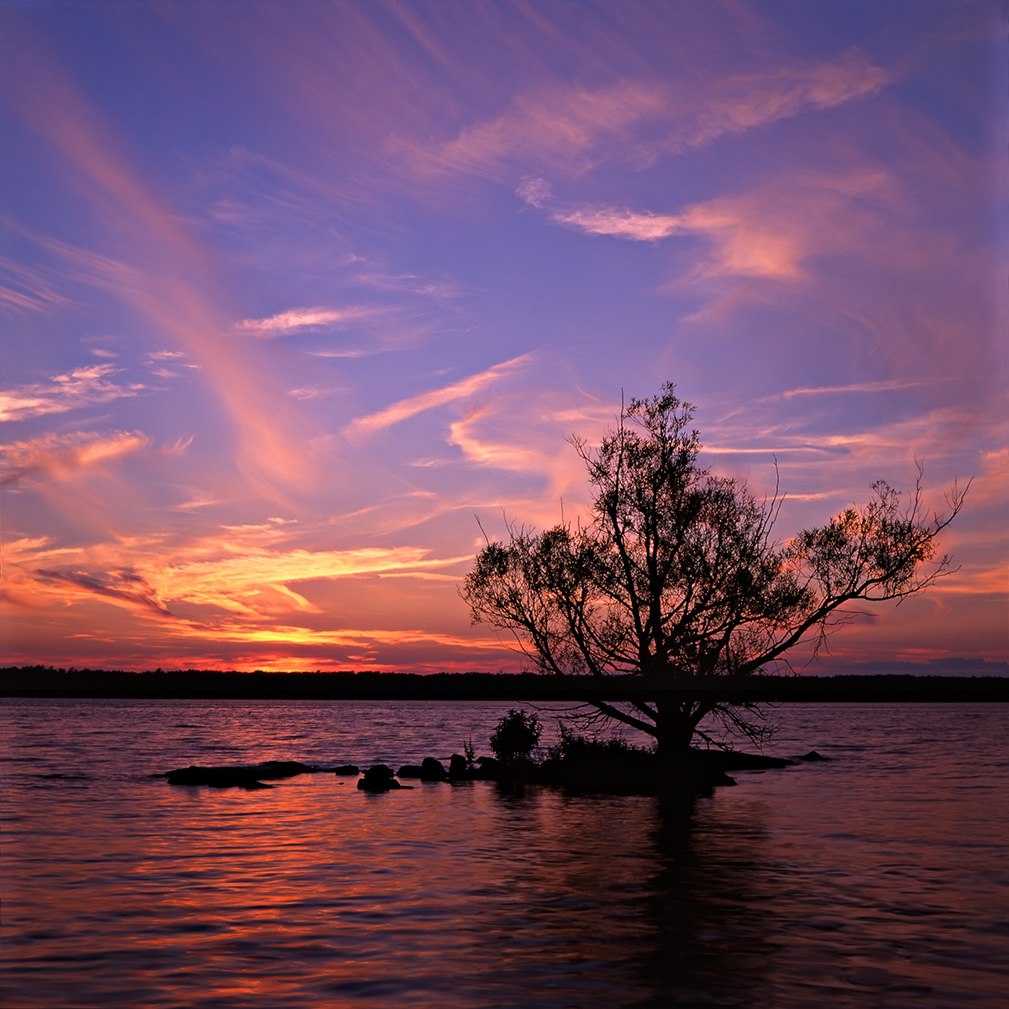
Захід над одним з найменших з тисячі островів, які підтримують одне дерево і два чагарники.

 Тисяча островів (англ. thousand islands) (фр. Archipel des Mille-Îles) — архіпелаг з 1 864 островів, які розташовані по обидві сторони кордону Канади і США на річці Святого Лаврентія і в північно-східному куті озера Онтаріо. Простягаються на близько 80 км вниз за течією від Кінгстона. Канадські острови відносяться до провінції Онтаріо, острови, що належать США — до штату Нью-Йорк. Острови дуже різняться за розміром — від понад 100 км2 площею до дрібних островів, на деяких є тільки один будинок, або незаселених скель, відшарувань гірських порід, єдиними мешканцями яких є мігруючі водоплавні птахи.

## Географія
Геологічно острови є виступами Канадського щита, які розміщені на південь впоперек річки Святого Лаврентія у напрямку до гірського масиву Адірондак у США. Близько двадцяти з цих островів входять до Національного парку Тисяча островів, найстарішого з національних парків Канади.
Регіональний парк «Тисяча островів — Фронтенак-Арч» (англ. Thousand Islands – Frontenac Arch) визнаний Світовим біосферним заповідником ЮНЕСКО в 2002 році. Зі сторони США включає парки штату Нью-Йорк, у тому числі «Парк штату Нью-Йорк Острів Веллеслі» (англ. Wellesley Island State Park) і «Парк штату Нью-Йорк Роберта Мозеса — Тисяча островів» (англ. Robert Moses State Park - Thousand Islands), розташовані на островах на річці Святого Лаврентія, міжнародний міст Тисячі островів з'єднує штат Нью-Йорк і провінцію Онтаріо через острови Веллеслі (англ. Wellesley Island) і Гілл-Айленд, через які «Інтерстейт 81» (англ. Interstate 81) в окрузі Джефферсон переходить у Шосе 137 (Онтаріо) (англ. Ontario Highway 137), що веде до шосе 401 (Онтаріо)" (англ. Ontario Highway 401). [[Паркове шосе Тисяча островів (англ. Thousand Islands Parkway) пролягає мальовничим берегом річки Св. Лаврентія, відкриваючи перспективу на багато островів архіпелагу.

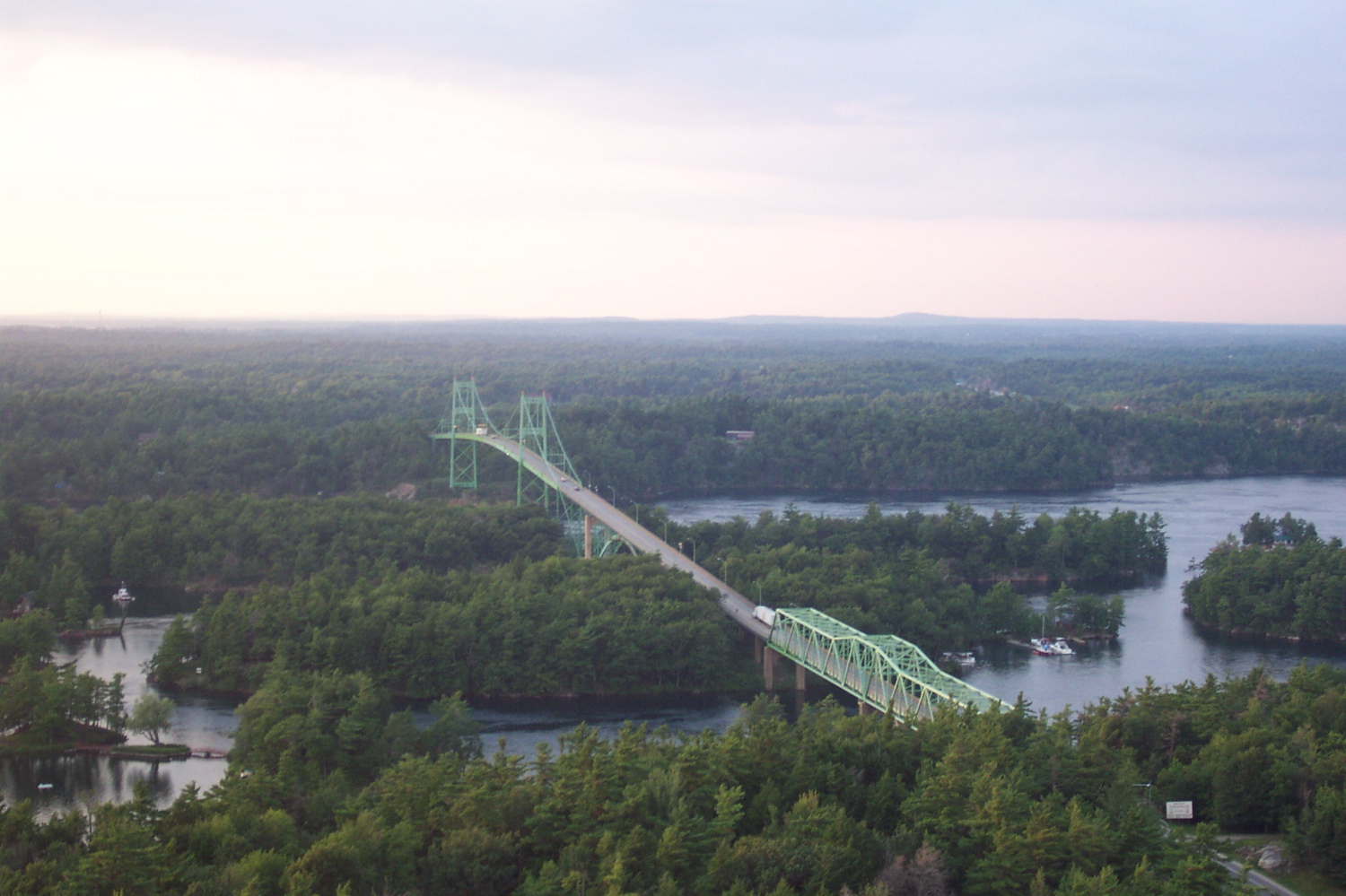
міст Тисячі островів

Найбільший острів у групі, острів Вулф (англ. Wolfe Island), а також Гав (англ. Howe Island) знаходяться в Онтаріо. Поруч з островом Вулф, але а штаті Нью-Йорк — острови Ґрайндстон і Велзлі.
На острові Карлтон (англ. Carleton Island), прилеглому до острова Вулф, але в штаті Нью-Йорк, є руїни форту Галдіман (англ. Haldiman), збудованого в 1779 році британцями під час американської війни за незалежність. Острів був захоплений трьома американськими солдатами під час війни 1812 року і залишається частиною Сполучених Штатів донині.

## Історія
До європейської колонізації в регіон Тисячі островів постійно проживали або кочували племена ірокезів та народу оджибве. Острови називали Манітуана або «Сад Великого Духа».
У регіоні відбувались події війни 1812 року між Британською Імперією та Сполученими Штатами. Можна знайти багато місць війни, як-от форт Веллінґтон у Прескотті, Онтаріо та гарнізон на острові Чимні, Меллорітаун, Онтаріо. Музеї, присвячені війні, можна знайти як на канадському, так і на американському боках річки.
Наприкінці 19-го та на початку 20-го століть багато видатних гостей зробили регіон широко відомим як літній курорт. Протягом півстоліття (1874—1912) більшість заможних відпочивальників прибували з Нью-Йорка, до них приєднувались знатні родини з Чикаґо, Клівленда, Пітсбурга та інших міст Сполучених Штатів і Канади. Кілька великих готелів надавали розкішні номери, а пароплави пропонували численні екскурсії між островами. Дачники вищого та середнього класу будували дачі. В регіоні зберігається історично важлива колекцію відпочинкових будинків того часу.
Серед розкішних будинків, побудованих у цей період, було кілька мурованих «замків», деякі з яких залишаються пам'ятками. Перший в регіоні замок, Рест, був побудований у 1888 році; він занепав та був знищений у середині 20 століття. Найвідомішими збереженими прикладами є «Вежі» на острові Дарк, який зараз називається Замок Зінґера, і замок Болдта на острові Гарт, який залишався недобудованим понад 75 років після передчасної смерті дружини Джорджа Болдта. З тих пір він був завершений протягом останніх десятиліть згідно з початковими планами Болдта.

## Соус «Тисяча островів»
Згідно з The Oxford Companion of Food and Drink, назва заправки Thousand Island «імовірно походить від Тисячі островів між Сполученими Штатами та Канадою на річці Святого Лаврентія». Однак існує кілька різних версій походження заправки. Одна з поширених історій описує, як дружина рибалки-інструктора, Софія ЛаЛонд, приготувала приправу на вечерю своєму чоловікові Джорджу на березі річки. В цій версії історії актриса Мей Ірвін попросила після вечері рецепт у господині. Ірвін, у свою чергу, передала його іншому відомому відпочивальнику Тисячі островів, Джорджу Болдту, власнику замку Болдта між 1900 і 1904 роками. Болдт, як власник готелю Waldorf-Astoria, доручив метрдотелю готелю, Оскару Чиркі, включити заправку до меню в 1894 році.
Соціологи, які намагалися визначити справжнє походження приправи Тисяча островів, виявили, що існує кілька суперечливих історій про походження, які відрізняються між різними островами та селами регіону Тисяча островів. Виглядає, що жодна з версій не має вагомих письмових доказів на підтримку їхніх конкретних тверджень.